# Squadra armena di Coppa Davis
La squadra armena di Coppa Davis rappresenta l'Armenia nella Coppa Davis, ed è posta sotto l'egida della Federazione Tennis Armena.
La squadra ha esordito nel 1996 in quanto in precedenza, prima del dissolvimento dell'Unione Sovietica, i tennisti armeni erano selezionabili per la squadra sovietica. Non ha mai superato il Gruppo III della zona Euro-Africana.

## Organico 2011
Aggiornato al match delle fasi zonali contro l'Islanda del 14 maggio 2011. Fra parentesi il ranking del giocatore nel momento della disputa degli incontri.
- Khachatur Khachatryan (ATP #1805)
- Torgom Asatryan (ATP #)
- Ashot Gevorgyan (ATP #)
- Daniil Proskura (ATP #)